# Yunjin Kim
Yunjin Kim (født 7. november 1973) er en koreansk-amerikansk skuespillerinde i både film, tv-serier og teater. Uden for Sydkorea kendes hun bedst for rollen som Sun-Hwa Kwon i Lost.